# Betty Dodson
Pour les articles homonymes, voir Dodson.
Betty Dodson, née le 24 août 1929 dans le Kansas et morte le 31 octobre 2020, est une artiste américaine, écrivain, éducatrice sexuelle et féministe pro-sexe.

## Biographie
Dodson vient à New York pour suivre une formation d'artiste en 1950, et a vécu sur Madison Avenue à Manhattan. En 1959, elle épouse Frédéric Stern, un directeur de publicité dont elle divorce en 1965. La quête de Dodson pour la « découverte du soi sexuel » a commencé après son divorce. Dodson a tenu le premier one-woman show de l'art érotique à la Galerie Wickersham à New York en 1968. Elle a quitté le monde de l'art pour enseigner le sexe aux femmes. Elle est largement connue comme une pionnière dans la libération sexuelle des femmes, et dans une moindre mesure des hommes, après avoir vendu plus d'1 million d'exemplaires de son premier livre, Sex for One.
Une grande partie de sa renommée est venue de son travail non seulement pour la défense de la masturbation, mais également grâce à l'organisation d'ateliers pour les plus de 30 ans dans lesquelles des groupes de femmes d'environ 10 ou plus (et au moins une fois un groupe d'hommes) se parlent et explorent leur propre corps, et se masturbent ensemble. Elle organise un programme de télévision grand public sur le câble à New York au début des années 198, et mène une douzaine de femmes de son atelier nues à la télévision pour discuter et pratiquer la masturbation. Son site web, appelé "Betty Dodson's Genital Gallery", montre de nombreux films de masturbation et de relations sexuelles, avec des vues rapprochées de parties génitales.
Elle est l'une des fondateurs du mouvement féministe pro-sexe après avoir laissé le mouvement féministe plus traditionnel puisqu'elle estime qu'il est trop banal, antisexuel et politisé. Dodson estime qu'il y a trop d'étiquettes sexuelles et se les approprie toutes en se déclarant elle-même hétérosexuelle, bisexuelle et lesbienne. Elle attend avec impatience le jour où tout le montre pourra juste être "sexuel". Au cours des dernières années, elle critique Les Monologues du vagin d'Eve Ensler, qui croit à une vue négative et restrictive de la sexualité et a un parti pris contre les hommes.
Dodson obtient un diplôme de l'Institute for the Advanced Study of Human Sexuality pour ses recherches sur la sexualité.
Dodson publie ses mémoires, My Romantic Love Wars, en 2010.
Dodson maintient une pratique privée à New York et a un site internet. Dans un article sur son site web à propos de la pratique de la thérapie sexuelle, elle explique son choix de ne pas poursuivre un diplôme en psychologie et une licence en tant que thérapeute puisque cela l'aurait empêché de continuer avec les ateliers de sexe et de conseils pour les femmes comme elle l'avait fait pendant des décennies. Elle est disponible pour les ateliers de groupe ou individuel de Bodysex et pour le coaching privé de couples,,.

## Activités éditoriales
Les livres de Dodson incluent Liberating Masturbation, livre auto-édité qui est devenu un classique féministe, Sex for One: The Joy of Self-Loving et Orgasms for Two: the Joy of Partnersex. Elle produit également quatre vidéos: Selfloving: Portrait of a Sexual Seminar, Celebrating Orgasm: Women's Private Selfloving Sessions, Viva la Vulva: Women's Sex Organs Revealed et The Orgasm Doctor: Two Private Hands-on Sex Coaching Sessions.
En 2006, Carlin Ross, un ancien avocat d'affaires, rencontre Betty Dodson pour une entrevue et est devenu son partenaire d'affaires. Ils crént un portail sur la sexualité en ligne pour les femmes sous la marque Dodson et Ross. Ensemble, ils lancent une série de vidéos en ligne Basic Sex Skills: The New Porn.

## Postérité
Dodson apparaît dans un épisode de la saison 4 de Bullshit! de Penn & Teller, qui traite de l'abstinence sexuelle. Elle apparaît également dans The View et dans de nombreux documentaires.

## Citation
« Some people haven't figured it out yet. When it comes to sex, all women are gay. Some men are holdouts. »

— Betty Dodson
Traduction :

« Certaines personnes n'ont pas encore compris. Quand il s'agit de sexe, toutes les femmes sont gay. Certains hommes sont récalcitrants. »

## Publications
- Liberating Masturbation (1974)
- Sex for One: The Joy of Selfloving (1987)
- Orgasms for Two: the Joy of Partnersex (2002)
- My Romantic Love Wars (2010)
- Learn How to Orgasm (édité par Carlin Ross, 2011)
- Learn to Orgasm in 4 Acts (2013)